# Zunge (album)
Zunge je debutové sólové album německého metalového zpěváka Tilla Lindemanna, známého jako frontmana kapely Rammstein. Vydáno bylo 3. listopadu 2023 a předcházelo mu celkem pět singlů, „Zunge“ („Jazyk“), „Nass“ („Mokrý“), „Schweiß“ („Pot“), „Lecker“ („Chutný“) a „Sport frei“ („Sportu zdar“). Autorem textu je sám zpěvák, hudbu složili Sky van Hoff, Daniel Karelly a Clemens Wijers.

## Historie alba
Po ukončení zpěvákovy spolupráce se švédským hudebníkem Peterem Tägtgrenem v projektu Lindemann bylo oznámeno, že ve své hudební kariéře bude pokračovat vedle Rammstein také sólově. První písní alba je singl „Ich hasse Kinder“, který byl vydán 1. června 2021, tedy o více než dva roky dříve než zbylé písně. Z tohoto důvodu není vždy uváděn jako součást alba. 8. září 2023 pak byl vydán první oficiální singl nesoucí název „Zunge“, stejně jako album samotné. Vydán byl i s propracovaným videoklipem a jen o pár dní později bylo oznámeno, že se nejedná o samostatnou píseň, ale součást většího projektu.  29. září 2023 byla na YouTube vydána trojice singlů „Nass“, „Schweiß“ a „Lecker“, která pod zkratkou „NSL“ propojuje příběhy těchto tří písní v osmnáctiminutovém videoklipu. Před vydáním alba byl na YouTube uveřejněn s videoklipem ještě singl „Sport frei“. Doposud poslední videoklip k albu, s písní „Übers Meer“ byl pak vydán až 17. září 2024.

## Seznam písní
Všechny skladby napsal(i) Till Lindemann. 
| Pořadí         | Název                | Délka |
| -------------- | -------------------- | ----- |
| 1.             | Zunge                | 4:35  |
| 2.             | Sport frei           | 4:12  |
| 3.             | Altes Fleisch        | 4:24  |
| 4.             | Übers Meer           | 3:19  |
| 5.             | Du hast kein Herz    | 3:52  |
| 6.             | Tanzlehrerin         | 4:22  |
| 7.             | Nass                 | 3:53  |
| 8.             | Alles für die Kinder | 3:50  |
| 9.             | Schweiß              | 4:01  |
| 10.            | Lecker               | 3:31  |
| 11.            | Selbst verliebt      | 6:28  |
| Celková délka: | Celková délka:       | 46:27 |

## Jednotlivé písně

### Zunge
První píseň alba, která se také stala singlem, nese název „Zunge“ („Jazyk)“. Text písně obsahuje mnoho narážek na svobodu slova a projevu. Ve videoklipu si Lindemann nechal rty sešít chirurgickými stehy, v čemž mnoho fanoušků nachází také paralelu s křivými obviněními ze znásilnění, se kterými se interpret potýkal v první polovině roku 2023 a kde neměl příležitost se bránit. Dále se ve videoklipu objevují záběry Lindemanna v kleci, okolo které běhají dva tygři, či přímo scény, kde mu tygr olizuje krev z obličeje. Celé hudební video je velmi brutální, jak již u zpěváka bývá zvykem.

### Sport frei
„Sport frei“ („Sportu zdar“) je jednou z hlubších písní alba, které nutí posluchače k zamyšlení. Text představuje teorii, že vrcholoví sportovci zasvěcují celý svůj život výhradně sportu, nevědomky si ničí zdraví a ve stáří jim zůstává pouze zraněné tělo s mnoha zdravotními problémy. Tito sportovci podle Lindemanna obětují sportu nejen zdraví, ale i vzdělání, rodinu a sociální život. Inspirací k této písni byla pravděpodobně zpěvákova raná plavecká kariéra, která ovšem skončila v roce 1980, pravděpodobně kvůli zranění. Video nám představuje několik sportovců, zpěvák sám ztělesňuje vzpěrače, který není spokojený se svými výkony a trénuje do úplného vysílení. Ke konci příběhu se děj přenese na Olympiastadion Berlín, kde Lindemann pochodní zapálí olympijský oheň a následně v něm sám uhoří.

### Altes Fleisch
Třetí píseň, „Altes Fleisch“ („Staré maso“), vypráví o stáří a blížící se smrti, která si vybírá značnou daň na vzhledu člověka. Text písně je velmi přímočarý a krutý.

### Übers Meer
V pořadí čtvrtá píseň nesoucí název „Übers Meer“ („Přes moře“) představuje bolestivost ztráty milované osoby. Lindemann zpívá o neustálém pocitu samoty, mracích, které šeptají jméno zesnulého a pocitu, že se ztrátou milované osoby zemře v člověku také část jeho samotného. Videoklip k písni je věnován Thomasovi, Lindemannovu nejlepšímu příteli, který v roce 2019 zemřel na rakovinu. Zpěvák je představen jako jako spící kosmonaut na dně moře, kterého ničí pocit samoty a smutek. V průběhu videoklipu se probudí a z moře se přesune do Vesmíru, kde potká několik verzí sebe sama, které reprezentují jeho minulost, současnost i budoucnost. Zde fanoušci objevili několik detailních narážek na události Lindemannova života, například postava představující jeho minulost na sobě má stejný kostým, jaký byl použit ve videoklipu k písni „Knebel“ („Roubík“) vydané projektem Lindemann, který se v roce 2020 rozpadl. Na samém konci hudebního videa se zpěvák opět uloží ke spánku a scéna přechází do textu „für Thomas“ („pro Thomase“), přímý odkaz na zpěvákova zesnulého přítele. 

### Du hast kein Herz
„Du hast kein Herz“ („Nemáš srdce“) je promluvou ke krutému člověku, který působí, že nemá srdce. Lindemann mu vyčítá zlomyslnost, bezcitnost, naprosté postrádání lásky a zášť. Píseň je velmi zajímavá instrumetnálně, mnoho fanoušků chválí velmi prostý a obyčejný začátek, po kterém následují tvrdé kytary doprovázené rytmickými bicími. Postupně se tvrdé a výrazné refrény střídají s jednoduššími a odlehčenějšími slokami, jejichž hloubka se nachází v textu.

### Tanzlehrerin
Píseň „Tanzlehrerin“ („Učitelka tance“) výrazně vybočuje z žánru alba, hudebním podkladem je totiž pouze akustická kytara v rytmu rumby. Svou povahou je podobná písni „Knebel“ („Roubík“) z alba Frau und Man ze zpěvákovy předchozí tvorby v projektu Lindemann. Text písně opěvuje tanec jako umění a následně vypráví o lásce k učitelce tance, se kterou vypravěč navázal intimní vztah.

### NSL
Zkratka NSL je označením trojice písní, „Nass“ („Mokrý“), „Schweiss“ („Pot“) a „Lecker“ („Chutný“), které spojuje osmnáctiminutový videoklip zveřejněný 29. září 2023. Natočen byl v roce 2021 v režii Sergheye Greye ve spolupráci s Anarem Reibandem a Tillem Lindemannem. Hudební video, které by se dalo označit za krátký filmový snímek, skrze symboliku představuje komplikovaný příběh protkaný narážkami na zpěvákovu tvorbu. Scéna začíná v letadle, kde je Lindemann zcela očividně pod vlivem návykových látek, pravděpodobně alkoholu a drog. Zde můžeme spatřit chlapce z videoklipu k písni „Ich hasse Kinder“ („Nenávidím děti“), který poslouchá právě tuto píseň. Mnoho fanoušků poukazuje také na fakt, že ona píseň začíná slovy „Ich steige in ein Flugzeug an.“ („Nastupuji do letadla“). Letadlo se zpěvákem i chlapcem následně havaruje a tito dva se stávají jedinými přeživšími uprostřed pouště. V tomto momentu přecházíme do druhé písně, „Schweiss“, během které Lindemann putuje pouští a snaží se utéct před chlapcem, jenž ho následuje. Na konci písně zpěvák podlehne nátlaku chlapcovy přítomnosti a zabije ho. Pod tíhou viny poté chlapcovo tělo odnese do nejbližšího domu, druhá píseň končí a video přechází do děje poslední části provázené písní „Lecker“. Zde se Lindemann probouzí v neznámém domě, předchozí děj byl pravděpodobně jen snem. Zde je zpěvák opět pod vlivem alkoholu a ocitá se ve společnosti medvědů, se kterými konzumuje další návykové látky.
Na internetu se objevila spousta fanouškovských teorií o videoklipu, nejpopulárnější je motiv závislosti. V letadle je zpěvák opilý, v poušti se poté snaží vystřízlivět, poušť je totiž suchým místem a v němčině se pro slova „suchý“ i „střízlivý“ využívá výraz „trocken“. Chlapec z autorovy předchozí tvorby pak znázorňuje závislost, před kterou se Lindemann snaží utéct, nakonec jí však podlehne a chlapce usmrtí. Poslední část hudebního videa by pak podle této interpretace vyobrazovala pokračující závislost na návykových látkách a halucinace.

### Alles für die Kinder
V pořadí devátá píseň alba nesoucí název „Alles für die Kinder“ („Pro děti vše“) popisuje děti jako drobná zvířata, která si nevzájem ubližují a téměř vše jim je promíjeno. Velkou část textu tvoří narážky na dětskou hru Kámen, nůžky, papír.

### Selbst verliebt
Poslední oficiální píseň alba nese název „Selbst verliebt“ („Zamilovaný do sebe“) a je parodií na šlágr. Píseň začíná pomalým klavírním hudebním podkladem, který je pro zpěvákovu tvorbu netypický, ale ani přímo nevybočuje. Po přibližně třech minutách se však dočkáme více než půlminutového ticha, na které pak navazuje šlágr.

### Ich hasse Kinder
Píseň „Ich hasse Kinder“ („Nenávidím děti“) byla vydána o více než dva roky dříve než zbytek alba, z tohoto důvodu mnohdy není v seznamu písní uváděna. Jedná se o první zpěvákovu sólovou píseň, která se rovnou dočkala také dvaadvacetiminutového filmu, jenž rozvádí její děj. Obecně text vypráví o nenávisti k dětem, které by podle autora měly být bity svými rodiči, aby se naučily disciplíně a slušnému chování. Na samém konci textu pak Lindemann vyjádří, že děti miluje, ale pouze své vlastní. Hudební video se točí okolo drobného chlapce žijícího v Sovětském svazu v roce 1989. Ten je v dětství šikanován ve škole, v dopělosti se pak rozhodne pomstít a postupně velmi brutálním způsobem vrací svým bývalým spolužákům vše, co mu provedli. Za řadu vražd je poté souzen, je omilostněn a následně zavraždí i soudkyni, která se jeho případu věnovala. Vzhledem k času a místu uvedenému na začátku videoklipu si mnoho fanoušků příběh spojilo s Andrejem Čikatilem, sovětským sériovým vrahem a kanibalem.